# شيتشيبوكاي

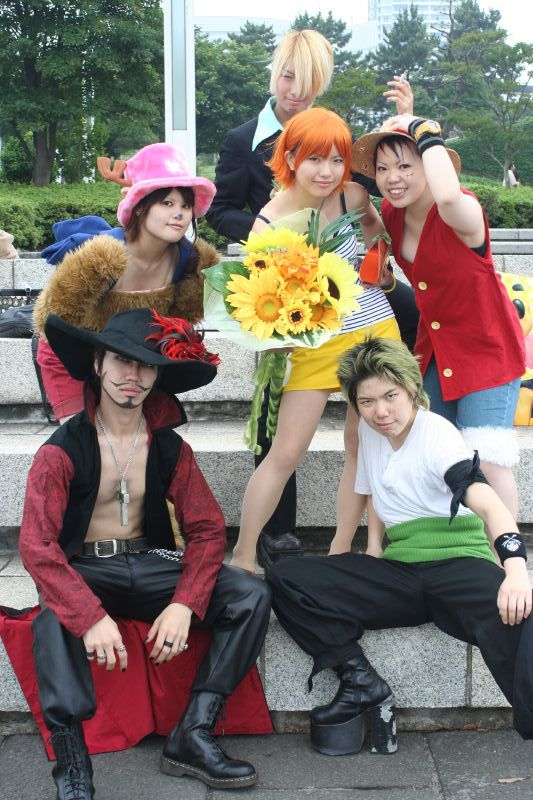
مجموعة ترتدي أزياء شخصيات ون بيس، اليابان

الشيتشيبوكاي (باليابانية: 王下七武海، بالروماجي: Shichibukai) هم مجموعة من القراصنة الأقوياء ظهروا في مسلسل الأنمي والمانغا الياباني ون بيس، وهم إحدى القوى الثلاث في أنمي ون بيس بالإضافة إلى اليونكو (الأباطرة الأربعة) وقوات البحرية.
يعرفون بـ«سادة البحار السبعة» وهم من أقوى القراصنة، مُنحوا هذا اللقب من قبل حكومة العالم لكي يتعاونوا معهم، رغم ذلك فهذا لا يعني بأن الشيتشيبوكاي موثوق بهم من قبل الحكومة. الشيتشيبوكاي هم؛ كروكودايل، ميهوك، جينبي، بارثولوميو كوما،  جيكو موريا، مارشال دي تيتش، بوا هانكوك، باجي المهرج، ترافلجار لاو ودونكيهوتي دوفلامنجو، إدوارد ويفل.

## الأعضاء
| الاسم                 | المكافأة           | اللقب                           | العمر                 | مصيره | معلومات |
| --------------------- | ------------------ | ------------------------------- | --------------------- | ----- | --- |
| ميهوك                 | لم تظهر مكافآته    | عين الصقر                       | 43 سنة 41 (قبل عامين) |       | هو أقوى سياف في العالم وهو يقاتل اليونكو شانكس دائما، وقد دافع عن منصبه بالحرب.                                                                                         |
| باجي المهرج           | 15.000.000 بيلي    | النجم المهرج                    | غير معروف             |       | وهو كابتن قراصنة باجي من الازرق الشرقي، ليس قويا جدا لكنه يمتلك شهرة كبيرة وهو أحد أعضاء قراصنة غولد دي روجر السابقين.                                                  |
| بوا هانكوك            | 80.000.000 بيلي    | أميرة الأفاعي إمبرطورة القراصنة | 31 سنة 29 (قبل عامين) |       | هي أجمل إمراة في ون بيس، وهي قوية جدا تمتلك الهاكي الملكي، وقد كانت عبدة سابقة للتنانين السماوية، وهي تحب بطل ون بيس مونكي دي لوفي.                                     |
| بارثولوميو كوما       | 296.000.000 بيلي   | الطاغية                         | 47 سنة 45 (قبل عامين) |       | وهو عضو سابق في الجيش الثوري وقد قام العالم فيجابانك بجعله سايبورغ، وهو قوي جدا أحد اقوى شخصيات ون بيس.                                                                 |
| إدوارد ويفل           | 480.000.000 بيلي   | يدعي بأنه ابن اللحية البيضاء    | غير معروف             |       | تشيبوكاي ملكي وقضى على زد لم يضهر إلا في الحلقه653من أنمي ون بيس |
| كروكودايل             | 81.000.000         | السير (مستر 0)                  | 46 سنة 44 (قبل عامين) |       | هو زعيم الباروك سابقا، يمتلك فاكهة الرمال، وقد هرب من الامبل دون مع لوفي وجينبي.                                                                                        |
| جينبي                 | 438,000,000 بيلي   | أبن البحار                      | 46 سنة 44 (قبل عامين) |       | هو رجل برمائي وصديق لوفي، وهو اقوى برمائي يتميز بقوة كبيرة في القتال.                                                                                                   |
| جيكو موريا            | 320.000.000 بيلي   | سيد الظلال                      | 50 سنة 48 (قبل عامين) |       | هو أطول شيشيبوكاي يمتلك قدرة تمكنه من سحب الظلال ويستعمل المقص في القتال.                                                                                               |
| مارشال دي تيتش        | 2,247,600,000 بيلى | اللحية السوداء                  | 40 سنة 38 (قبل عامين) |       | هو شيشيبوكاي سابق وأحد اليونيكو، وهو قوي جدا جدا يمتلك فاكهة الظلام مع فاكهة الزلازل بعد موت اللحية البيضاء وقد استغل منصبه للدخول إلى الامبل داون ليأخذ أعضاء طاقم جدد |
| دون كيهوتي دوفلامينغو | 340.000.000 بيلي   | السيد اليافع                    | 41 سنة 39 (قبل عامين) |       | هو شيشيبوكاي سابقا قبل ان يهزمه لوفي ويتم حبسه في الامبل داون، وهو ملك دريسروزا.                                                                                        |
| ترافلغارلاو           | 500,000,000 بيلي   | جراح الموت                      | 26 سنة 24 (قبل عامين) |       | شيشيبوكاي في السابق وهو كابتن قراصنة القلب وهو طبيب محترف جدا، شكل تحالف مع لوفي للقضاء على اليونكو كايدو.                                                              |